# Фіннентроп
Фіннентроп (нім. Finnentrop) — громада в Німеччині, знаходиться в землі Північний Рейн-Вестфалія. Підпорядковується адміністративному округу Арнсберг. Входить до складу району Ольпе.
Площа — 104,34 км2. Населення становить 16 854 ос. (станом на 31 грудня 2020).